# زراعة نخاع العظم
زراعة النخاع العظمي (بالإنجليزية: Bone Marrow Transplant)‏ أو زراعة الخلايا الجذعية (الموجودة داخل نخاع العظم) (بالإنجليزية: Stem Cell Transplantation)‏ هو علاج طبي يتم فيه نقل الخلايا الجذعية إما من نفس المريض أو من متبرع لعلاج عدد من الأمراض مثل سرطان الدم وبعض الأمراض الوراثية أو المناعية وتستخدم أيضا بشكل تجريبي في عدد آخر من الأمراض ولكن لم يثبت فعاليتها لها بعد. وخلافا للانطباع السائد فزراعة النخاع العظمي ليست عملية جراحية بل تتم بطريقة مشابهة لعملية نقل الدم، مع ذلك فهنالك احتمال حدوث مضاعفات خطيرة.

## وظائف نخاع العظم

صورة توضيحية لنخاع العظم

النخاع العظمي هو نسيج موجود داخل العظم يتواجد فيه ما تسمى بالخلايا الجذعية. الخلايا الجذعية تقوم بتقسيم نفسها وتكوين خلايا الدم المهمة ومنها خلايا الدم الحمراء والبيضاء والصفائح الدموية. تلعب كل من هذه الخلايا دوراً هاماً في الحفاظ على صحة الجسم. الخلايا البيضاء مهمة لمكافحة الالتهابات ومناعة الجسم والصفائح الدموية تساعد في تخثر الدم والكريات الحمراء تمد الجسم بالأكسجين.

## التطور
أُجريت أول زراعة لنخاع العظم في العالم عام 1959 بواسطة طبيب الأورام الفرنسي جورج ماثي على خمس عمال يوغسلافيين يعملون في مفاعل نووي أصيبوا بفشل في نخاع العظم بسبب تسرب إشعاعي في معهد فينكا النووي، ولكن لم تنجح هذه العمليات بسبب حصول رفض من أجسامهم للخلايا الجديدة.
لاحقا قام د. ماثي باستخدام عمليات زرع نخاع العظم في علاج سرطان الدم.
أما أول زراعة لنخاع العظم لمرض اخر غير السرطان فتمت بواسطة د. روبرت قود من جامعة مينيسوتا في عام 1968. وساهم د. توماس دونال وفريقه في مركز فريد هاتشينسون في سياتل في الولايات المتحدة بين الخمسينات والسبعينات في تطور زراعة نخاع العظم بشكل كبير وحصل لاحقا على جائزة نوبل في الفسيولوجيا/الطب. وأظهرت أعمال د.توماس أن خلايا نخاع العظام التي حقنت في الوريد يمكنها إعادة إنتاج خلايا دم جديدة كما استطاع خفض نسبة حدوث مهاجمة خلايا المتبرع للمريض والتي كانت أكبر سبب للوفاة.

### زراعة نخاع العظم في العالم
حاليا يوجد ما لا يقل عن 1327 مركز طبي في 71 دولة يقومون بعمليات زراعة نخاع العظم. في عام 2006 فقط تم القيام ب 50417 عملية زراعة نخاع عظم في العالم. والأمراض التي استخدمت الزراعة لعلاجها كانت الأمراض الليمفاوية (54.5٪) وسرطان الدم (33.8٪).

## أنواع
- 1. زراعة نخاع العظم الذاتي: (بالإنجليزية: Autologous Stem Cell Transplant)‏

هي عبارة عن إرجاع خلايا ذاتية للمريض وليست زراعة بمفهوم الزراعة من شخص غريب، إذ يتم جمع الخلايا السليمة من المريض نفسه خلال الفترة التي يتضاءل فيها المرض أو يختفي من الجسم، ومن ثم إعادتها لنفس المريض فيما بعد.
الهدف من جمع الخلايا من المريض وتخزينها هو إعطاء الفرصة لجسم المريض للتغلب على مضاعفات العلاج الشديد الذي سيتلقاه خلال فترة العلاج. هذا العلاج الذي يكون شديد على الأغلب ويحتوي على علاج كيماوي، إشعاعي أو بيلوجي، والذي يهدف لإتلاف الخلايا السرطانية التي من الممكن أن تكون قد بقيت في جسم المريض. هذا العلاج المكثف ينتج عوارض شديدة ومن بينها قمع النخاع العظمي عند المريض متلقي العلاج، والفرصة الوحيدة لكي ينتعش النخاع العظمي يكون من خلال إعادة خلايا النخاع التي أخذت قبل البدء بتلقي العلاج. ومن هنا تتيح الزراعة الذاتية إعطاء العلاج الشديد مع تجاهل إمكانية المضاعفات المميتة التي ممكن أن تحصل جراء قمع النخاع الشوكي.
- 2. زراعة نخاع العظم من متبرع:

يتم الحصول على الخلايا إما من متبرع قريب، غير قريب أو من الحبل السري.
- زراعة النخاع العظمي من قريب:

يتلقى المريض خلايا سليمة من أحد الأشقاء أو الشقيقات وذلك بعد عمل تحليل مطابقة الأنسجة (بالإنجليزية: HLA)‏.
ومن المهم معرفة إنه من النادر وجود مطابقة في الأنسجة لدى غير الأشقاء والشقيقات ويجب أن يكونوا من نفس الأب والأم.
- زراعة النخاع العظمي من متبرع غير قريب:

يتلقى المريض الخلايا السليمة من متبرع غير قريب تم البحث عنه عن طريق سجل متبرعين نخاع العظم العالمي.
- زراعة الحبل السري:

يتم فيها أخذ الخلايا الجذعية من الحبل السري الغني بالخلايا الجذعية بعد الولادة وحفظها في بنك الخلايا الجذعية حتى يتم نقلها لمريض محتاج.
اختيار النوع المناسب من زراعة النخاع يعتمد على نوع المرض الذي يعاني منه المريض ومدى تدخل المرض بالنخاع العظمي، كما يتعلق اختيار نوعية الزراعة على نتائج عملية البحث عن متبرع مطابق. وللقيام بالبحث عن متبرع مطابق يجب معرفة الصفات النسيجية للمريض (بالإنجليزية: HLA)‏. عند الحاجة للقيام بزراعة من متبرع فيعتبر المتبرع القريب هو الاختيار الأمثل طبيا أن توفر لأن نسبة المضاعفات تكون نسبيا أقل مقارنة بالأنواع الأخرى. في حالة عدم وجود تطابق بين الأخوان يتم القيام بالبحث عن متبرع غير قريب وذلك عن طريق السجلات العالمية للمتبرعين وعملية البحث هذه قد تستغرق عدة أشهر.

## التبرع بالخلايا الجذعية
التبرع بالخلايا الجذعية يعتبر عمل نبيل قد يساهم بأنقاذ حياة إنسان اخر ومن دون وجود خطورة على المتبرع. قامت العديد من الدول بأنشاء سجلات وطنية لمتبرعي الخلايا الجذعية. حاليا يوجد حوالي 17 مليون متبرع غير قريب في السجلات العالمية وغالبيتهم من أمريكا، كندا والدول الأوربية مما يجعل نسبة الاستفادة منها لدى المرضى العرب ضعيفة لانخفاض احتمال وجود مطابقة في الأنسجة. من المهم معرفة ان التبرع بالخلايا الجذعية يعتبر عمل بدون مقابل في كل دول العالم.

### خطوات التبرع بالخلايا الجذعية
الخطوة الأولى للتبرع بالخلايا الجذعية هو ان يتم التسجيل في السجل الوطني للمتبرعين بالخلايا الجذعية، حاليا لايوجد سجل في الدول العربية ماعدا في المملكة العربية السعودية. عند التسجيل يتم عمل فحص مطابقة الأنسجة عن طريق تحليل دم بسيط ولا يتم أخذ أي خلايا. التسجيل في السجل الوطني للمتبرعين ليس ملزما للتبرع. في حال وجد مريض متطابق بالأنسجة بحاجة لزراعة يتم الاتصال بالمتبرع وسؤاله ان كان لازال يرغب في التبرع، وفي حال الموافقة يتم توضيح خطوات التبرع ومابعدها بشكل تفصيلي.
يوجد طريقتين للحصول على الخلايا الجذعية اما عن طريق استخلاصها من الدم أو سحبها من النخاع العظمي. يحق للمتبرع اختيار الطريقة التي يفضل واحيانا قد يقترح الأطباء طريقه على أخرى بناء على نوع المرض إذا وافق المتبرع.

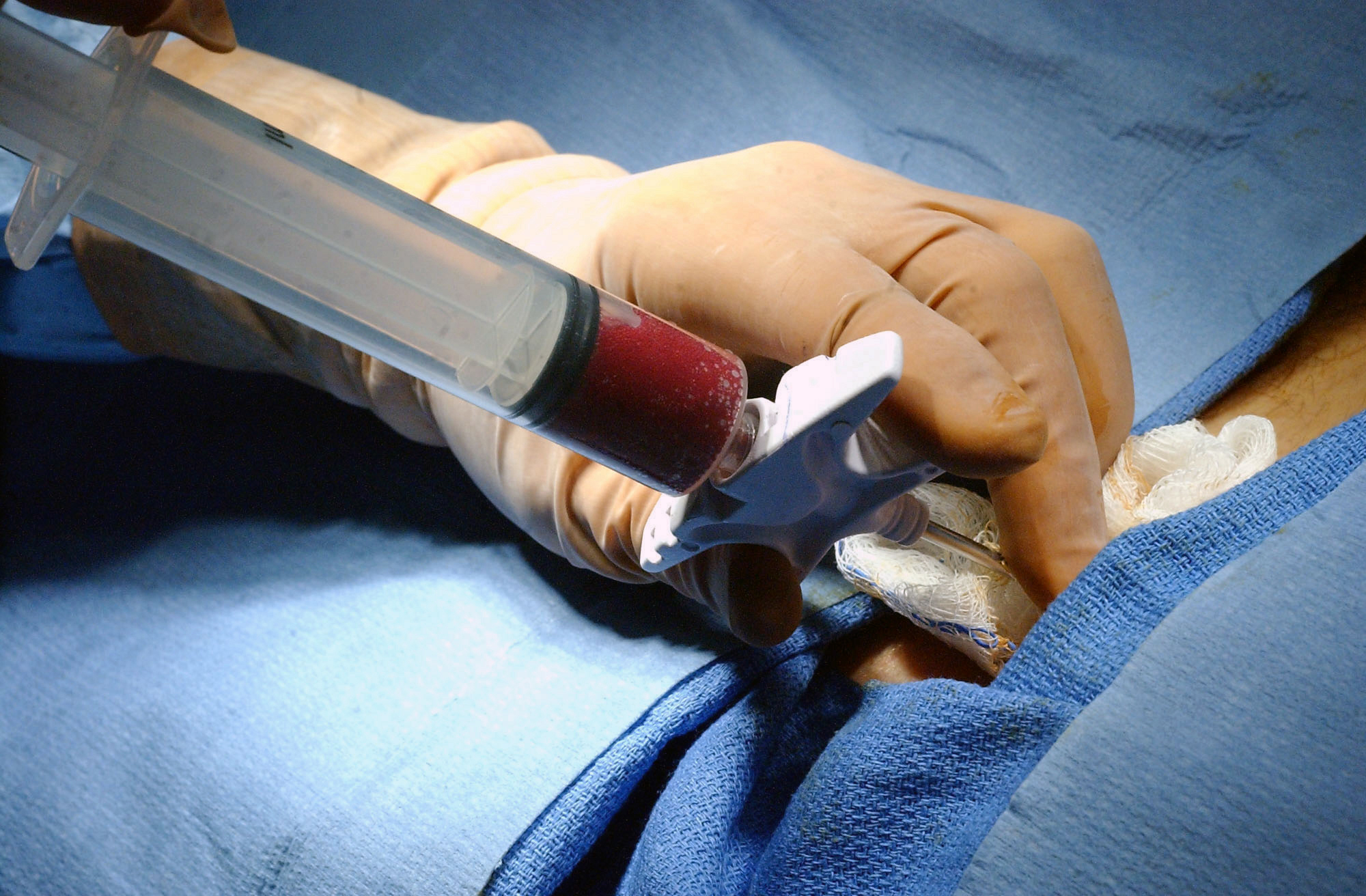
عملية تجميع الخلايا الجذعية من نخاع العظم

- تجميع الخلايا الجذعية عن طريق الدم :

الدم الخارجي بالعادة لا يحتوي على كمية كافية من الخلاية الرئيسية لذلك يجب القيام بتنشيط نخاع العظم عن طريق اعطاء المتبرع علاج على شكل إبر تحت الجلد لمدة 4-5 أيام ويتم بعدها قياس مستوى الخلايا الجذعية عن طريق تحليل دم. وعند الوصول إلى العدد المطلوب يتم إدخال إبرة في وريد ذراع المتبرع تجمع بها الخلايا الجذعية في جهاز خاص يقوم بفصل الخلايا الجذعية ثم يتم إرجاع باقي الدم مرة أخرى إليه. ولا يحتاج المتبرع في هذه الطريقة للتنويم في المستشفى ولا للتخدير العام كما لا تؤثر كمية الخلايا الجذعية المأخوذة على المتبرع فسريعاً ما يعوضها الجسم.
- سحب الخلايا الجذعية من النخاع :

يتم سحب الخلايا الجذعية من المتبرع عن طريق نخاع العظم من عظمة الورك الخلفية تحت التخدير الكامل مما يستدعي تنويمه قبل وبعد السحب لأيام قليلة. كمية النخاع المطلوبة تعتمد علي وزن المريض المستقبل للنخاع.

## أمراض يُستخدم فيها زراعة نخاع العظم
تستخدم زراعة نخاع العظم حاليا كعلاج لعدد من الأمراض وتشمل:
- أمراض سرطانية مثل: اللوكيميا بأنواعها المختلفة، مرض التكاثر النقوي، ورم نقوي متعدد، متلازمة خلل التنسج النقوي، ورم لمفي، داء نشواني
- أمراض وراثية مثل: ثلاسيميا، الأنيميا المنجلية، فقر الدم اللاتنسجي، قلة العدلات الوراثي، داء البلعمة، متلازمة ويسكوت ألدريخ
- الأمراض المناعية مثل: نقص المناعة الوراثي.

من المهم أيضاً معرفة انه يوجد عدد كبير من المراكز التجارية خارج الوطن العربي تقوم بالترويج لزراعة الخلايا الجذعية كعلاج لعدد من الامراض كداء السكري وجلطات الدماغ وانواع الشلل المختلفة وغيرها، ومن المهم معرفة أن القيام بزراعة الخلايا الجذعية لعلاج هذه الأمراض يعتبر نوع من التجارب ولم يثبت فائدتها لها حاليا ولا توجد دراسات علمية تثبت فائدتها في المجلات الطبية المعتبرة.

## المراحل

### مرحلة التحضير للزراعة
قبل الدخول في زراعة نخاع العظم يتم الشرح الكامل والمفصل عن سبب الحاجة للزراعة ونوع الزراعة والعلاج التحضيري الذي سوف يتم استخدامه. وأيضاً يتم شرح المضاعفات التي قد تحصل على المدى القريب والبعيد بالتفصيل. بالأضافة إلى تقييم المريض بفحص سريري عام وعمل تحاليل دم عامه تشمل الكلى والكبد والخلايا الدموية، أشعة للصدر للكشف عن أي التهابات في الرئتين، فحص وظائف الرئة للتأكد من كفاءة الرئة، مخطط صدي القلب للتأكد من كفاءة القلب، تخطيط كهربائي للقلب للتأكد من سلامة القلب وفحص للأسنان.
تجرى هذه الفحوص لمعرفة ما إذا كانت حالة المريض الصحية تسمح بإجراء زراعة نخاع العظم، وبحيث يكون لدى الطبيب فكرة عن الوضع الصحي العام قبل البدء في العلاج. فقد تؤثر بعض العلاجات التي سوف تتلقاها علي وظائف الكلى، والكبد، والقدرة السمعية، والرؤية، والرئتين.

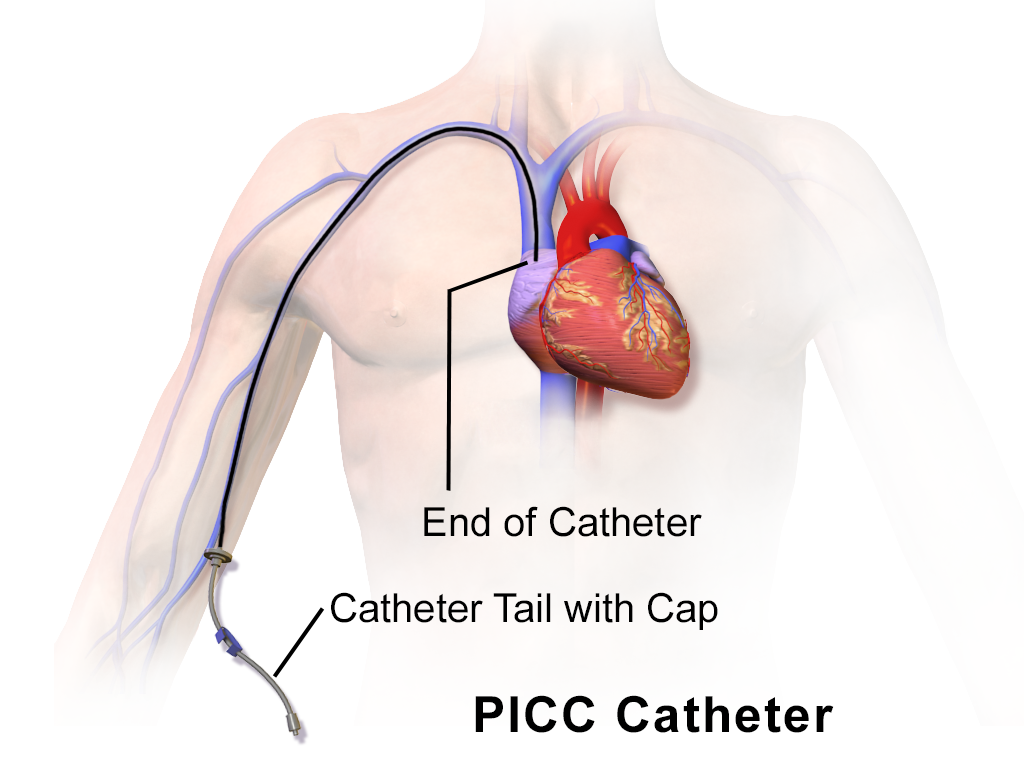
توضيح للقسطرة المركزية الطرفية

#### القسطره الوريدية المركزية
قبل إجراء زراعة نخاع العظم للمريض يتم إدخال قسطره وريدية مركزيه. تسمح القسطره الوريديه بإدخال الأدوية والعلاج الكيميائي ومنتجات الدم والغذاء مباشرة إلي مجري الدم. كما أنها تسمح بسحب الدم من غير استخدام إبرة. إن إدخال القسطره أجراء بسيط يقوم به طبيب الجراحة أو الاشعة في غرفة العمليات أو غرف خاصه مجهزة للتدخل الجراحي. يتلقي المريض تخديراً موضعيا من أجل إدخال القسطره. ويوجد نوعان من القسطرات الوريدية المستخدمة بكثرة وهما قسطرة هيكمن (بالإنجليزية:  Hickman)‏ وتفضل في العادة في عمليات زراعة النخاع العظمي ويتم أدخال القسطره في الجزء العلوي من الصدر والنوع الثاني هو قسطرة مركزية طرفية (بالإنجليزية:  PICC line)‏ ويتم أدخال القسطره في الذراع.

### مرحلة ماقبل الزراعة

#### العلاج التحضيري
خلال التنويم وقبل نقل الخلايا الجذعية يتم إعطاء المريض علاج تحضيري (Conditioning regimen) ويكون في العادة علاج كيميائي ويضاف له احيانا علاج إشعاعي حسب حاجة المريض. ويكون الهدف الأساسي من العلاج التحضيري هو إيجاد مكان في نخاع العظم للخلايا الجديدة بالإضافة لإحباط الجهاز المناعي لتخفيض فرص حدوث رفض للخلايا الجذعية المزروعة وتدمير الخلايا السرطانية ان وجدت. ويوجد نوعان من العلاج الأشعاعي وهما اما تعريض الجسم بالكامل للأشعة أو تعريض الصدر والبطن للأشعة.

### مرحلة الزراعة
بعد تجميع الخلايا الجذعية يتم نقلها للمريض عن طريق القسطرة الوريدية الرئيسية في عملية مشابهه لنقل الدم وتستغرق حوالي ساعتين. بعدها تتوزع الخلايا في الجسم وتنتقل الي النخاع حيث تبداء الخلايا الجذعية هناك بتكوين خلايا جديدة سليمة. تنتشر بعد ذلك في جميع أنحاء الجسم.

### مرحلة مابعد الزراعة
بعد نقل الخلايا الجذعية لن يكون جسم المريض قادراً علي إنتاج خلايا الدم (الكريات البيضاء، الحمراء والصفائح) مباشرة. تحتاج الخلايا الجديدة إلى مدة من الوقت حتي تنمو داخل جسمه، وهذه المدة تختلف من مريض إلى أخر وتستغرق في العادة ما بين 14 إلى 21 يوم. خلال فترة انعدام الخلايا (بالإنجليزية:  aplasia)‏ يشعر المريض بالتعب والضعف ويكون عرضة للالتهابات. يتم يومياُ سحب الدم لفحص عدد الخلايا في الدم. وعند الحاجة يتم نقل الكريات الحمراء والصفائح للمريض. في حالة حصول التهابات يتم إضافة مضادات حيوية. ومن المهم في هذه الفترة تناول السوائل والتغذية المناسبة قدر المستطاع لأنها تعتبر جزاءً هاماً من العلاج والمساعدة في الشفاء.

## الآثار الجانبية
تقسم التأثيرات الجانبية للزراعة إلى تأثيرات  قصيرة المدى أو  طويلة المدى . وتختلف التأثيرات على حسب نوع الزراعة والعلاج التحضيري المستخدم.
التأثيرات الجانبية القصيرة تشمل مضاعفات نتيجة للعلاج الكيميائي وللعلاج الإشعاعي مثل الغثيان، الترجيع، الإسهال، الحساسية، سقوط الشعر المؤقت أو آلام في الفم.
هذه التأثيرات الجانبية قصيرة المدى وتمر بالعادة بسلامة وتنتهي بعد فترة قصيرة.
أيضاً خلال فترة انعدام الخلايا يكون هناك خطورة حدوث التهابات نتيجة لنقص الكريات البيضاء، لذلك تستخدم المضادات الحيوية كواقي من الالتهابات خلال فترة الزراعة بالإضافة إلى القيام بإتخاذ إجراءات عزل للمرضى وتقليل عدد الزوار ومنع من يعانون من التهابات أو رشح من زيارة المريض .
وللتقليل من خطورة نقص الصفائح الدموية وكريات الدم يتم نقلها للمريض بشكل دوري عند نزول مستواها .
ومن التأثيرات الجانبية المهمة داء  مهاجمة الجسم لخلايا المتبرع  الذي قد يحصل كأحد المضاعفات القصيرة أو الطويلة المدى .
أما التأثيرات الجانبية طويلة المدى فقد تشمل التأثير على عمل الأعضاء المختلفة، التأثير على الغدد التناسلية وإمكانية إصابة المريض بالعقم، إصابة العين بمرض غيامة العدسة
لذلك يجب على المريض المتابعة ومراجعة العيادة في أوقات منتظمة للقيام بفحوص لنموه الجسدي وعمل الأعضاء.

## الرفض بواسطة الخلايا المناعة للمتبرع
داء مهاجمة خلايا المتبرع لجسم المريض المتلقي (بالإنجليزية: Graft versus host disease)‏  وهو ما يُعرف ايضاً بحرب الزراعة، هو عبارة عن أحد المضاعفات المتكررة عند إجراء زراعة نخاع العظم من متبرع، ولكنه لا يظهر الرفض من المُتلقي كما هو معهود بل يحدث الرفض من الخلايا المناعية للمتبرع . هذا الداء ينتج عن مهاجمة الخلايا النخاعية المزروعة لأعضاء المُتلقي وانسجته بحيث يُضعف قدرتها على العمل ويزيد من قابلية المريض للإصابة بالألتهابات. ولحسن الحظ، فإن أغلب هذه الحالات تكون طفيفة بفضل العلاج الوقائي.
عند ظهور هذا المرض خلال الثلاثة أشهر الأولى بعد إجراء عملية زراعة نخاع العظم فإنه يسمى  بداء مهاجمة الجسم الحاد  وتكون أول علامة مبكرة دالة علي هذا المرض، في كثير من الأحيان، عبارة عن طفح جلدي يظهر في البداية علي اليدين والقدمين. قد يمتد الطفح إلي أجزاء أخرى من الجسم ويتطور إلى احمرار عام يشبه الحروق التي تسببها الشمس، مع تقشر وتنغط الجلد مما يؤدي خطر التلوثات. كما أن الإصابة بتقلصات في المعدة، وغثيان، وإسهال مائي أو دموي تعتبر علامات على حدوث هذا المرض في المعدة أو الأمعاء. كما أن اصفرار الجلد والعينين يدل على أن هذا المرض قد أثر على الكبد. إذا ظهر داء مهاجمة النخاع المزروع للجسم بعد الشهر الثالث من الزراعة فإنه يعرف  بداء مهاجمة الجسم المزمن  . أغلب المرضى المصابون بهذا الداء يتعرضون لمشاكل في الجلد قد تتضمن طفحاً جادي مع جفاف وحكة، وتغير في لون الجلد وشداً في الجلد. كما إنهم قد يشعرون بجفاف وحرقة في الفم، وجفاف أو لسعة في العينين. كما قد يشعر المريض بحرقة فوق المعدة، وألم ونزول في الوزن.
ومن أجل الوقاية من الإصابة بمرض مهاجمة الجسم لخلايا المتبرع يعطى المريض دواء يدعي السيكلوسبورين ويستمر المريض في تناوله لمدة 4 أشهر بعد الزراعة. وإذا أصبح مرض مهاجمة الطعم المزروع للجسم أكثر سوءً فإن المريض يعطي غالباً ستيرويدات بالإضافة إلي السيكلوسبورين.